# Sommerlund
Sommerlund è una grande nazione del Magnamund, il mondo immaginario dove hanno luogo le avventure di Lupo Solitario, personaggio dei libri game di Joe Dever.
Si affaccia a Nord sul mare di Kalt', il Kaltesee, a sud confina con la Vassagonia, a est con le Terre Selvagge e a ovest è delimitata dai Monti Durncrag, che la separano dalla terra dei Signori delle Tenebre, il Naogizaga. La sua capitale è Holmgard. Il territorio è coperto di conifere al Nord, al Centro e al Centro-Sud mentre all'estremo Sud è coperto di latifoglie.
Scorrono 4 grandi fiumi: il Tor, l'Eledil, l'Unoram (che sfociano nel Mare di Kalt) e lo Xane (che sfocia nelle paludi del Maakenmire).
I Sommerliani, popolo da cui trae il nome, giungeranno sulle sue sponde dal Nordenheim nell'anno PL 3.434 e dopo un'aspra battaglia contro gli eserciti dei Signori delle Tenebre lì stanziati, la conquisteranno e il re Khian I fonderà la capitale provvisoria, Skarnburg, sulle rive del fiume Tor.
Nell'anno PL 3.450 verranno fondate le città di Toran, Holmgard, Anskaven e Tyso.
A partire dall'anno Pl 3.520, fino al PL 3.550, Sommerlund si troverà a fronteggiare il tentativo di invasione da parte degli Helghast, scongiurato grazie alla potente magia della Confraternita della Stella di Cristallo.
Duecento anni più tardi (anno PL 3.785-PL 3.799) si troverà a combattere contro il Signore delle Tenebre Vashna, sconfitto presso il Maakengorge dal re Ulnar I, che sacrificherà la sua vita per imprigionare l'anima di Vashna nelle profondità del Maakengorge.
Nell'anno PL 3.810, per scongiurare il rischio di ulteriori invasioni, sarà fondato l'Ordine Ramas e costruito il Monastero, che verrà assediato, senza successo, una prima volta nell'anno PL 4.219.
Non verrà più attaccato fino al giorno della distruzione dell'Ordine Ramas, nel PL 5.050.
Storica alleata di Sommerlund è la potente nazione di Durenor, separata da lei dalle Terre Selvagge (in originale Wildlands).
La bandiera di Sommerlund è un sole dorato sormontato da una corona dorata in campo rosso scarlatto.

## Holmgard
Holmgard è la capitale del regno, storica nemica dei malvagi Signori delle Tenebre.
Sorge sulla confluenza dei fiumi Eledil e Unoram e si affaccia sul Golfo di Holm. La città è famosa per la piazza di Vinas, una piazza lastricata con del marmo rosa. Inoltre tempo fa, gli abitanti di Holmgard erano soliti utilizzare dei ponti che collegavano i tetti delle case quando la pioggia e il fango rendevano impraticabili le strade. Tuttavia questa "abitudine" venne severamente vietata a causa dei numerosi incidenti che provocava. La zona più ricca di Holmgard è il quartiere della Corporazione. L'unico modo per entrarci è passare da una porta ad arco sorvegliata dal piccolo esercito privato del quartiere. I membri della corporazione possiedono anche il privilegio di utilizzare i canali fognari per spostarsi in città, cosa che era stata proibita al resto del popolo a causa della grande crescita della popolazione. La città è protetta da una cinta di mura esterna e le mura interne. In mezzo a queste ultime risiedono i malviventi esiliati da Holmgard ma anche gli immigrati che non hanno trovato posto nell'affollata capitale.
All'esterno della città è presente il Cimitero degli Antichi, una vasta necropoli, una zona considerata tabù.

### L'Assedio di Holmgard
Correva l'anno PL5.050 quando Holmgard venne assediata dall'esercito del Signore delle Tenebre Zagarna (libro Traversata infernale).
Mentre il cavaliere Ramas Lupo Solitario era in cerca della Spada del Sole per sconfiggere i Signori delle Tenebre, l'armata di Helgedad, dopo aver raso al suolo il Monastero Ramas e la città portuale di Toran, si diresse verso Holmgard nel tentativo di sconfiggere una volta per tutte il Regno di Sommerlund.
Il tempestivo ritorno di Lupo Solitario(entrato in possesso della Spada del Sole), quando ormai la città era allo stremo delle forze, permise di mettere fine all'assedio, con l'uccisione del signore delle Tenebre Zagarna.